# Лисковац (Цазин)
Лисковац је насељено мјесто у Босни и Херцеговини у Граду Цазину које административно припада Федерацији Босне и Херцеговине. Према попису становништва из 1991. у насељу је живјело 1.653 становника.

## Становништво
| Националност       | 1991.          | 1981.          | 1971.        |
| Муслимани          | 1.632 (98,72%) | 1.369 (98,70%) | 789 (99,24%) |
| Срби               | 10 (0,60%)     | 5 (0,36%)      | 2 (0,25%)    |
| Хрвати             | 0              | 0              | 1 (0,12%)    |
| Југословени        | 5 (0,30%)      | 9 (0,64%)      | 0            |
| остали и непознато | 6 (0,36%)      | 4 (0,28%)      | 3 (0,37%)    |
| Укупно             | 1.653          | 1.387          | 795          |